# 2024 en Lorraine
Chronologie de la Lorraine
- 2020
- 2021
- 2022
- 2023
- 2024
- 2025
- 2026
- 2027
- 2028

Cette page est une liste d'événements qui se sont produits durant l'année 2024 et qui concernent la Lorraine.

## Éléments de contexte
- La flamme olympique ne passera ni en Meurthe-et-Moselle ni dans les Vosges, ces deux départements ayant refusé de payer les 180 000 € demandés par le comité d'organisation de Paris 2024[1].
- Des sportifs lorrains participent aux Jeux olympiques d'été de 2024[2] : Magda Wiet-Hénin, Hugo Beurey, Ferdinand Ludwig, Valentin Onfroy,  Lisa Barbelin, Caroline Lopez,  Clémence Beretta ,  Simon Delestre, Auriana Lazraq-Khlass, Yann Schrub, Lucas Kryzs,  Jeanne Lehair,  Ugo Humbert, Lozea Vilarino,  Kiliann Sildillia, Vincent Gérard, Hatadou Sako, Lucie Granier, Sarah Bouktit, Assia Touati,  Félix Bour  et Marie-Ange Rimlinger[3].

## Événements
- 24 au 28 janvier : Festival international du film fantastique de Gérardmer, présidé Bernard Werber[4].
- 27 juin : la flamme olympique devrait faire étape à Metz[5] après être passé près du site verrier de Meisenthal, de la maison de Robert Schuman à Scy-Chazelles, ainsi qu'à Apach, Forbach, Sarreguemines, Yutz et Thionville[6].
- 29 juin :  la flamme olympique fait sa 43ème étape à Verdun[7] après être passée; traversé en deux convois; à Commercy, Bar-le-Duc, Gondrecourt,  au bord du Lac de Madine, sur les champs de bataille de Verdun et à Montmédy[8].
- 30 juin, premier tour des Élections législatives françaises de 2024, le Rassemblement national premier en Lorraine[9].
- 28 juillet : le carabinier Mosellan Lucas Kryzs se classe 11ème des qualifications pour 0,4 point, ratant de peu la qualification en finale des Jeux Olympiques de Paris[10].
- 14 août : deux avions militaires Rafale venant de la base aérienne de Saint-Dizier, un biplace et un monoplace, se percutent en vol dans le secteur de Colombey-les-Belles[11].
- 23 août : retour du concours de la reine de la mirabelle à Metz[12].
- 25 août : la flamme paralympique à Amnéville[13],[14].